# Sipyloidea albogeniculata
Sipyloidea albogeniculata är en insektsart som beskrevs av Ludwig Redtenbacher 1908. Sipyloidea albogeniculata ingår i släktet Sipyloidea och familjen Diapheromeridae. Inga underarter finns listade i Catalogue of Life.